# Specie di Vicia
Elenco delle specie di Vicia 

## A

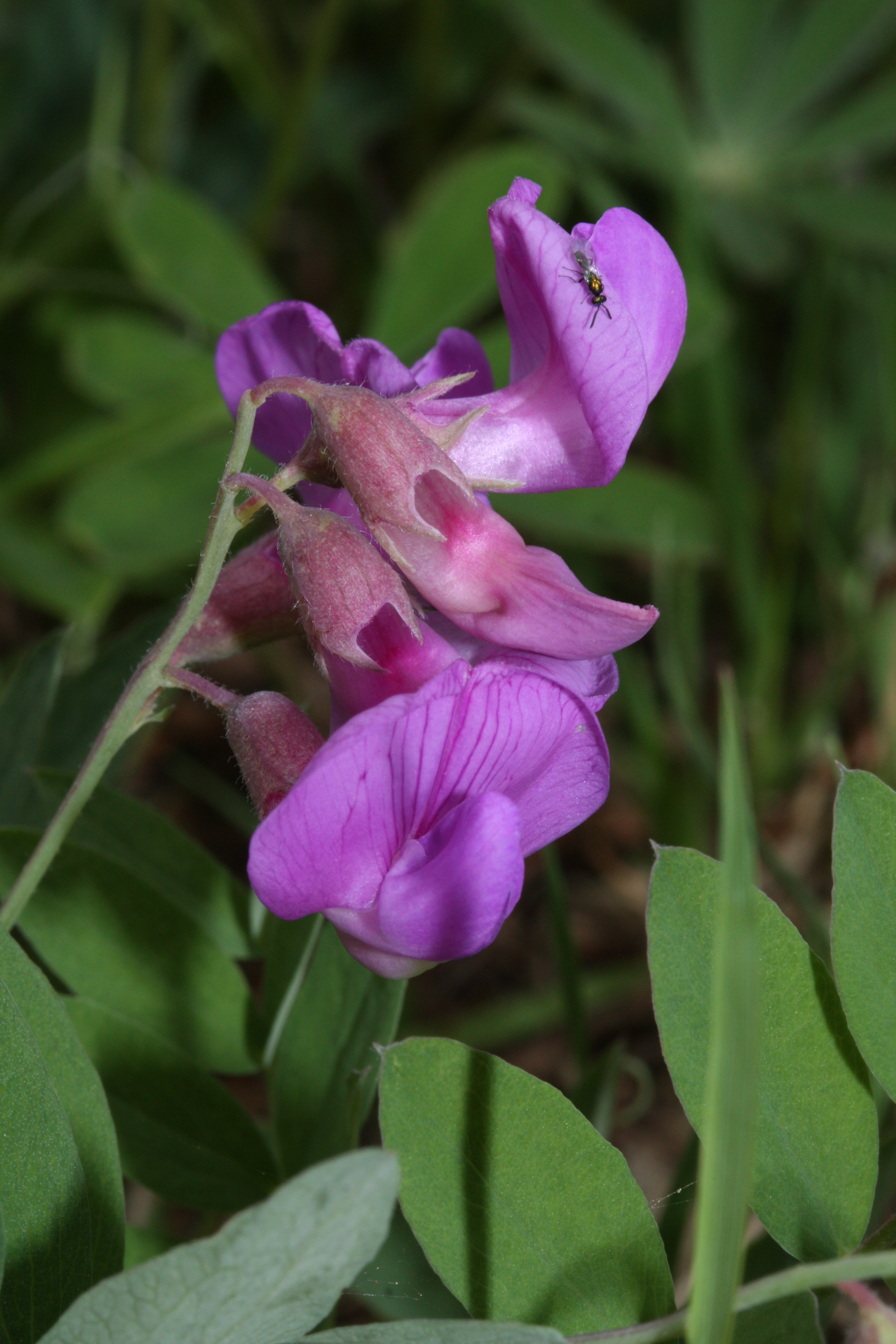
Vicia americana

- Vicia abbreviata Spreng.
- Vicia acutifolia Elliott
- Vicia afghanica Chrtkova
- Vicia aintabensis Boiss.
- Vicia aktoensis Y.H.Wu
- Vicia alpestris Steven
- Vicia altissima Desf.
- Vicia americana Willd.
- Vicia amoena Fisch.
- Vicia amurensis Oett.
- Vicia anatolica Turrill
- Vicia andicola Kunth
- Vicia andina Phil.
- Vicia anguste-pinnata Nakai
- Vicia aphylla Link
- Vicia araucana Phil.
- Vicia argaea (P.H.Davis) Greuter
- Vicia argentea Lapeyr.
- Vicia armena Boiss.
- Vicia articulata Hornem.
- Vicia assyriaca Boiss.
- Vicia aucheri Jaub. & Spach

## B
- Vicia bakeri Ali
- Vicia balansae Boiss.
- Vicia basaltica Plitmann
- Vicia benghalensis L.
- Vicia benthamiana Ali
- Vicia berteroana Phil.
- Vicia biebersteinii Besser
- Vicia biennis L.
- Vicia bifolia Nakai
- Vicia bifoliolata J.J.Rodr.
- Vicia bijuga Hook. & Arn.
- Vicia bithynica (L.) L.

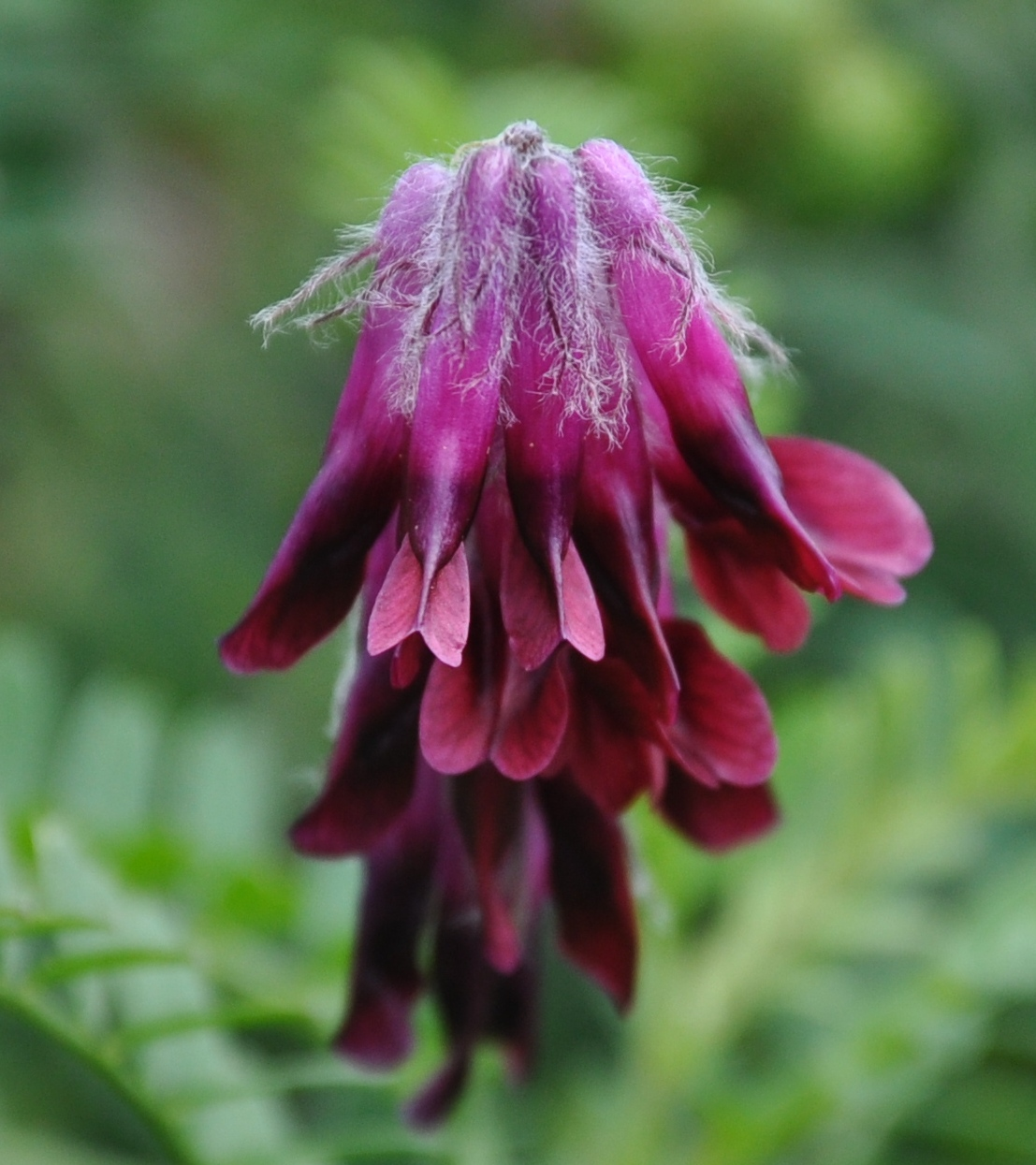
Vicia benghalensis

- Vicia brulloi Sciandr., Giusso, Salmeri & Miniss.
- Vicia bungei Ohwi

## C
- Vicia caesarea Boiss. & Balansa
- Vicia canescens Labill.
- Vicia cappadocica Boiss. & Balansa
- Vicia capreolata Lowe
- Vicia caroliniana Walter
- Vicia cassia Boiss.

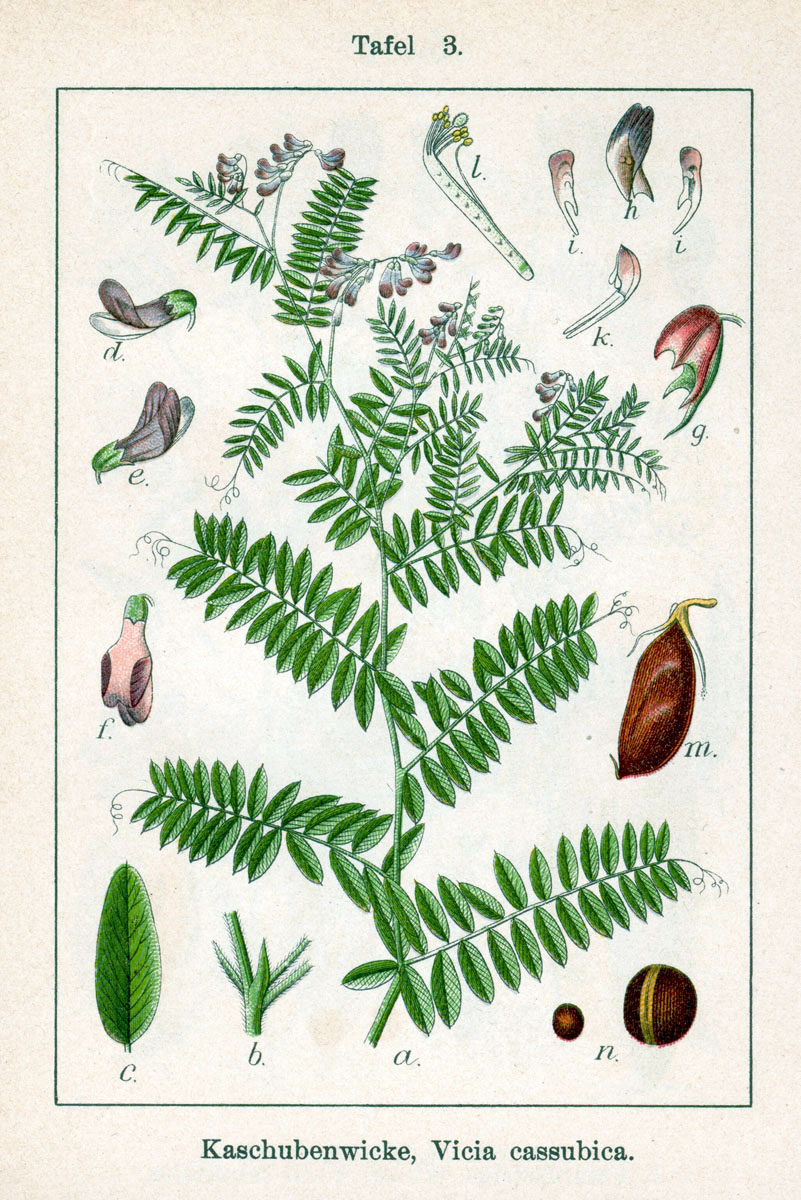
Vicia cassubica

- Vicia cassubica L. - veccia dei cassubi
- Vicia caucasica Ekutim.
- Vicia cedretorum Font Quer
- Vicia chaetocalyx Webb & Berthel.
- Vicia chianshanensis (P.Y.Fu & Y.A.Chen) Z.D.Xia
- Vicia chinensis Franch.
- Vicia chosenensis Ohwi
- Vicia ciceroidea Boiss.
- Vicia ciliatula Lipsky
- Vicia coquimbensis Martic.
- Vicia costae A.Hansen
- Vicia costata Ledeb.
- Vicia cracca L.
- Vicia cretica Boiss. & Heldr.
- Vicia crocea (Desf.) Fritsch
- Vicia cusnae Foggi & Ricceri
- Vicia cuspidata Boiss.
- Vicia cypria Unger & Kotschy

## D
- Vicia dadianorum Sommier & Levier
- Vicia dalmatica A.Kern.
- Vicia davisii Greuter
- Vicia dennesiana H.C.Watson
- Vicia dichroantha Diels
- Vicia dionysiensis Mouterde

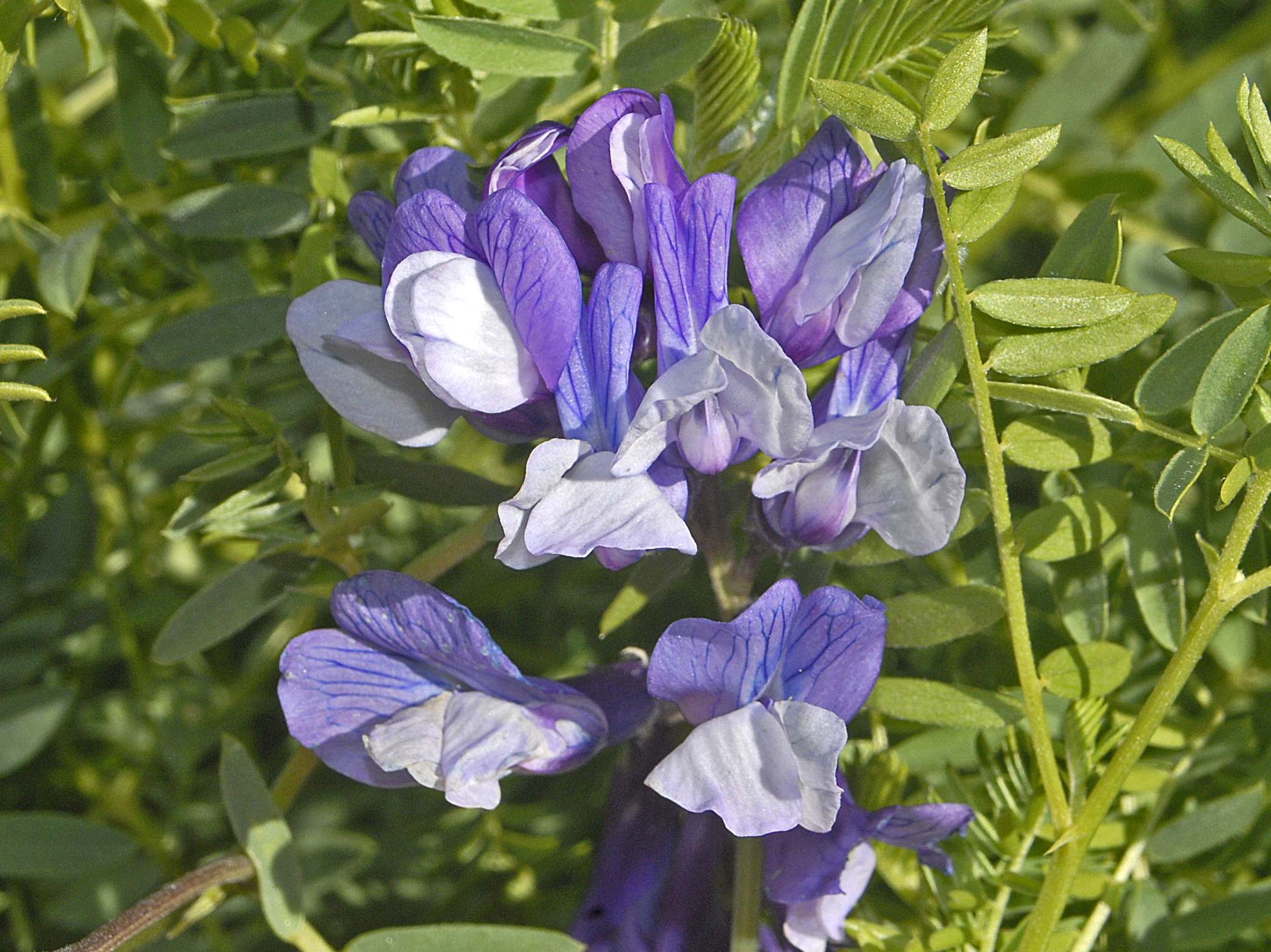
Vicia dumetorum

- Vicia disperma DC. - veccia a due semi
- Vicia dumetorum L.

## E
- Vicia epetiolaris Burkart
- Vicia eriocarpa (Hausskn.) Halácsy
- Vicia eristalioides Maxted
- Vicia ervilia (L.) Willd.
- Vicia erzurumica N.Demirkuș & S.Erik
- Vicia esdraelonensis Warb. & Eig

## F

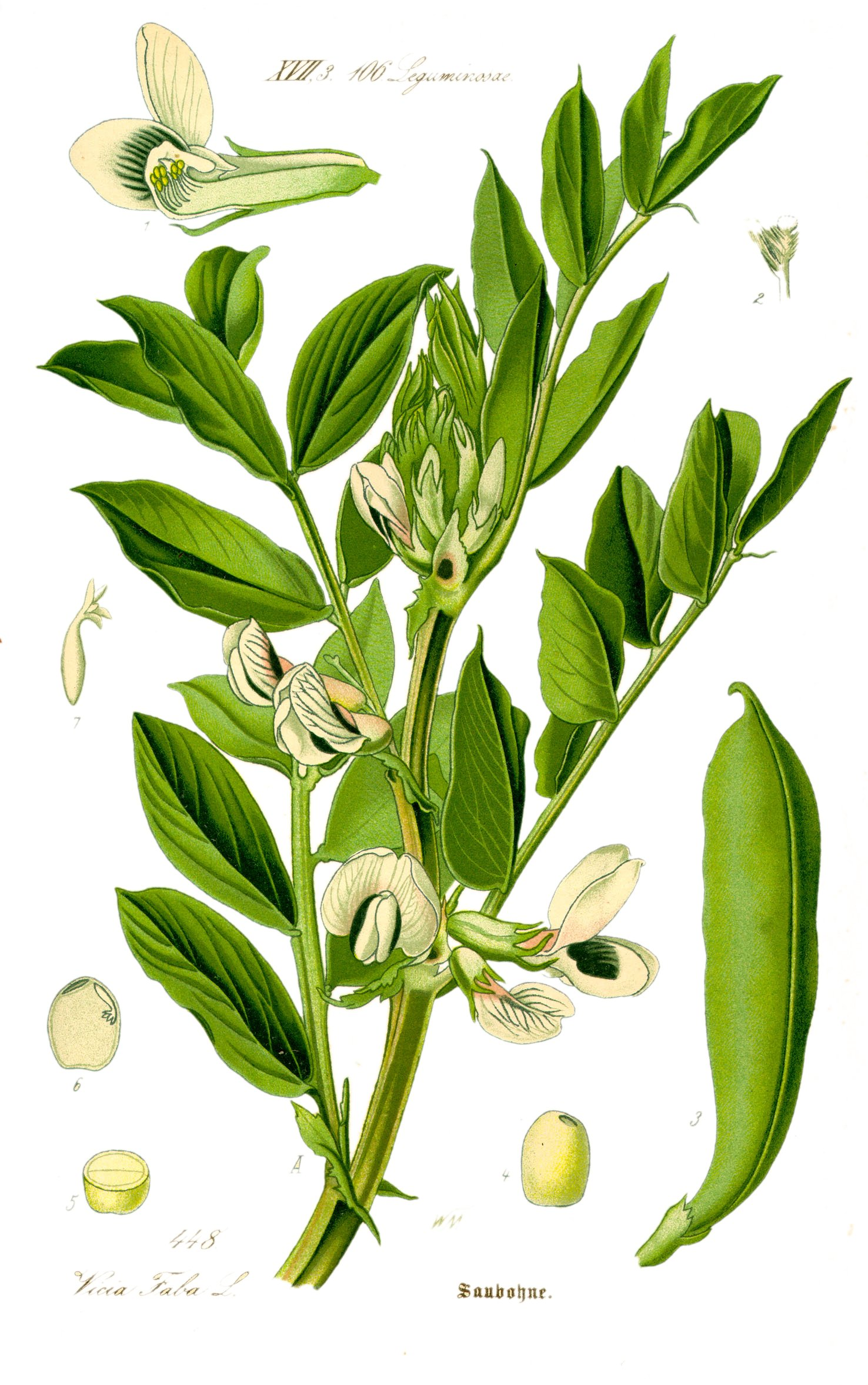
Vicia faba

- Vicia faba L.
- Vicia fairchildiana Maire
- Vicia fauriei Franch.
- Vicia fedtschenkoana V.V.Nikitin
- Vicia ferreirensis Goyder
- Vicia filicaulis Webb & Berthel.
- Vicia floridana S.Watson
- Vicia freyniana Bornm.
- Vicia fulgens Batt.

## G
- Vicia galeata Boiss.
- Vicia galilaea Plitmann & Zohary
- Vicia garinensis Dehshiri
- Vicia geminiflora Trautv.
- Vicia giacominiana Segelb.
- Vicia glareosa P.H.Davis
- Vicia glauca C.Presl
- Vicia gracilior (Popov) Popov
- Vicia graminea Sm.
- Vicia grandiflora Scop.
- Vicia × guyotii Beauverd

## H
- Vicia hassei S.Watson

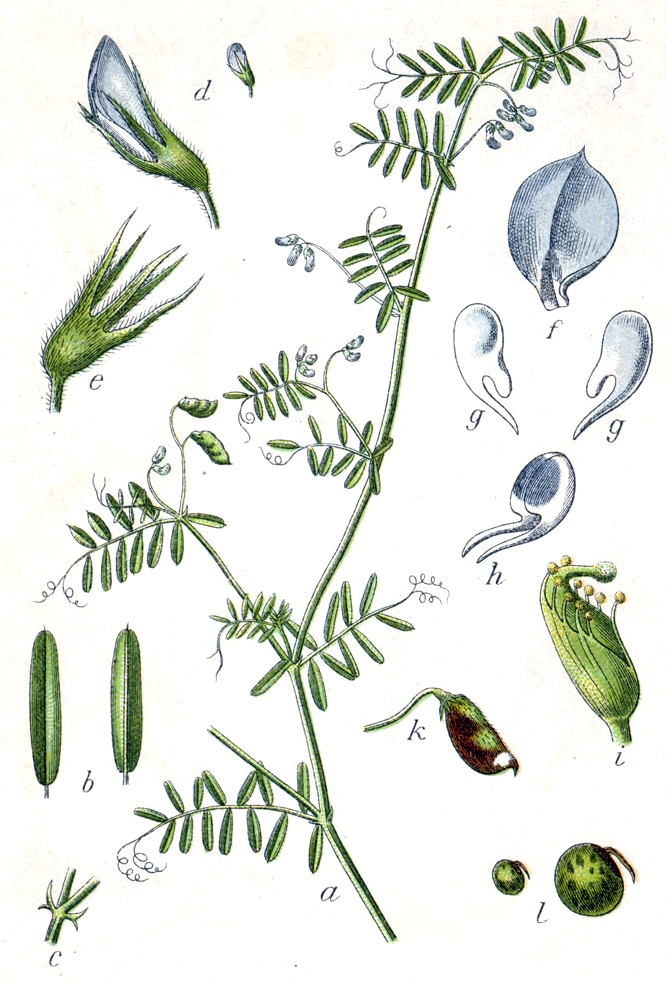
Vicia hirsuta

- Vicia hatschbachii Burkart ex Vanni & D.B.Kurtz
- Vicia hirsuta (L.) Gray
- Vicia hololasia Woronow
- Vicia hulensis Plitmann
- Vicia humilis Kunth
- Vicia hyaeniscyamus Mouterde
- Vicia hybrida L.
- Vicia hyrcanica Fisch. & C.A.Mey.

## I
- Vicia iberica Grossh.
- Vicia incana Gouan
- Vicia inconspicua Phil.
- Vicia iranica Boiss.

## J
- Vicia janeae Mardal.
- Vicia japonica A.Gray
- Vicia johannis Tamamsch.
- Vicia jordanovii Velchev

## K
- Vicia kalakhensis Khattab & al.
- Vicia khokhriakovii Vorosch.
- Vicia kioshanica L.H.Bailey
- Vicia koeieana Rech.f.
- Vicia kokanica Regel & Schmalh.
- Vicia kotschyana Boiss.
- Vicia kulingana L.H.Bailey
- Vicia kurdica Jalilian

## L
- Vicia laeta Ces.
- Vicia lanceolata Phil.
- Vicia larissae Prima
- Vicia lathyroides L.
- Vicia latibracteolata K.T.Fu
- Vicia laxiflora Boiss.
- Vicia lecomtei Humbert & Maire
- Vicia lens (L.) Coss. & Germ. - lenticchia
- Vicia lenticula (Hoppe) Janka

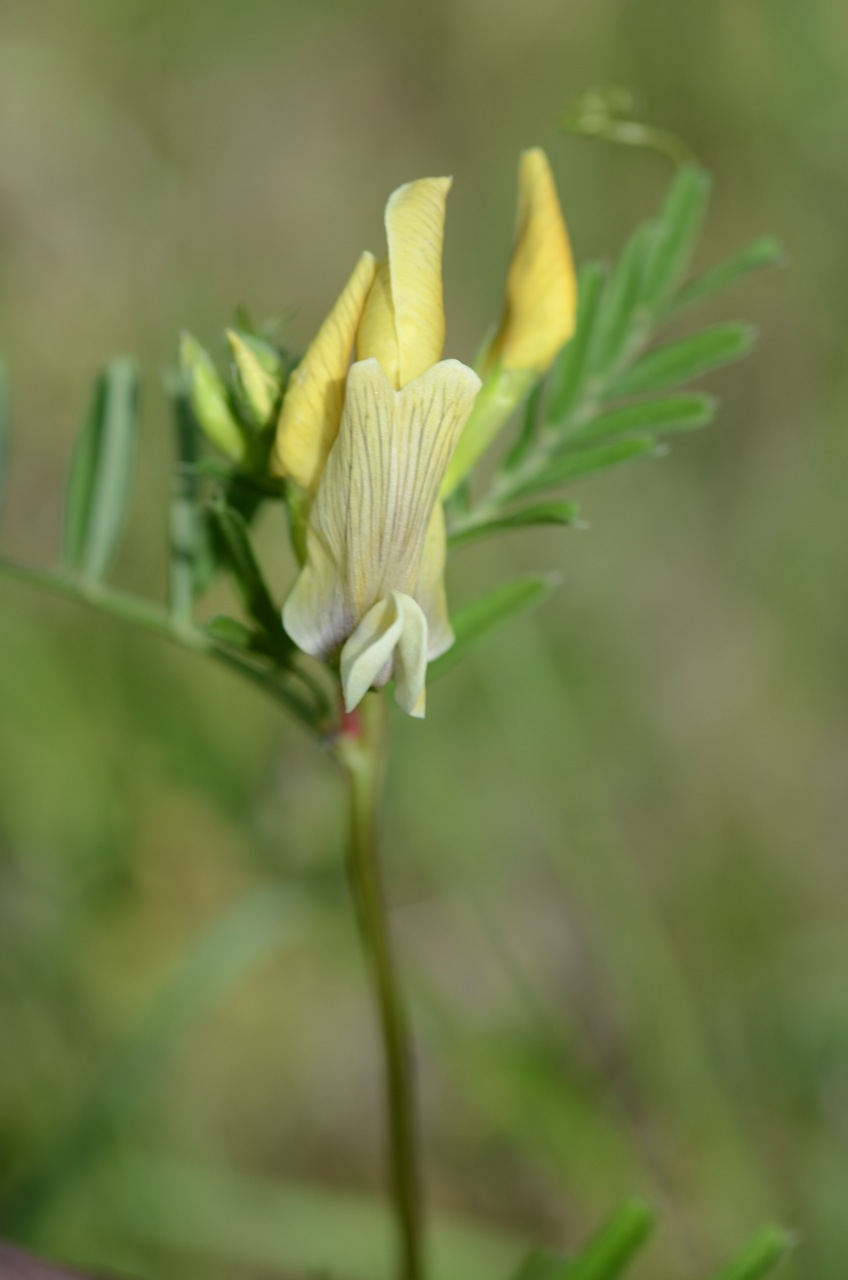
Vicia lutea

- Vicia lentoides (Ten.) Coss. & Germ.
- Vicia leucantha Biv.
- Vicia leucomalla Bornm.
- Vicia leucophaea Greene
- Vicia lilacina Ledeb.
- Vicia linearifolia Hook. & Arn.
- Vicia linearis (Nutt.) Greene
- Vicia loiseleurii (M.Bieb.) Litv.
- Vicia lomensis J.F.Macbr.
- Vicia ludoviciana Nutt.
- Vicia lunata (Boiss. & Balansa) Boiss.
- Vicia lutea L. - veccia gialla

## M
- Vicia macrantha Jurtzev
- Vicia macrograminea Burkart
- Vicia magellanica Hook.f.
- Vicia megalotropis Ledeb.
- Vicia melanops Sibth. & Sm.
- Vicia menziesii Spreng.
- Vicia michauxii Spreng.
- Vicia micrantha Lowe

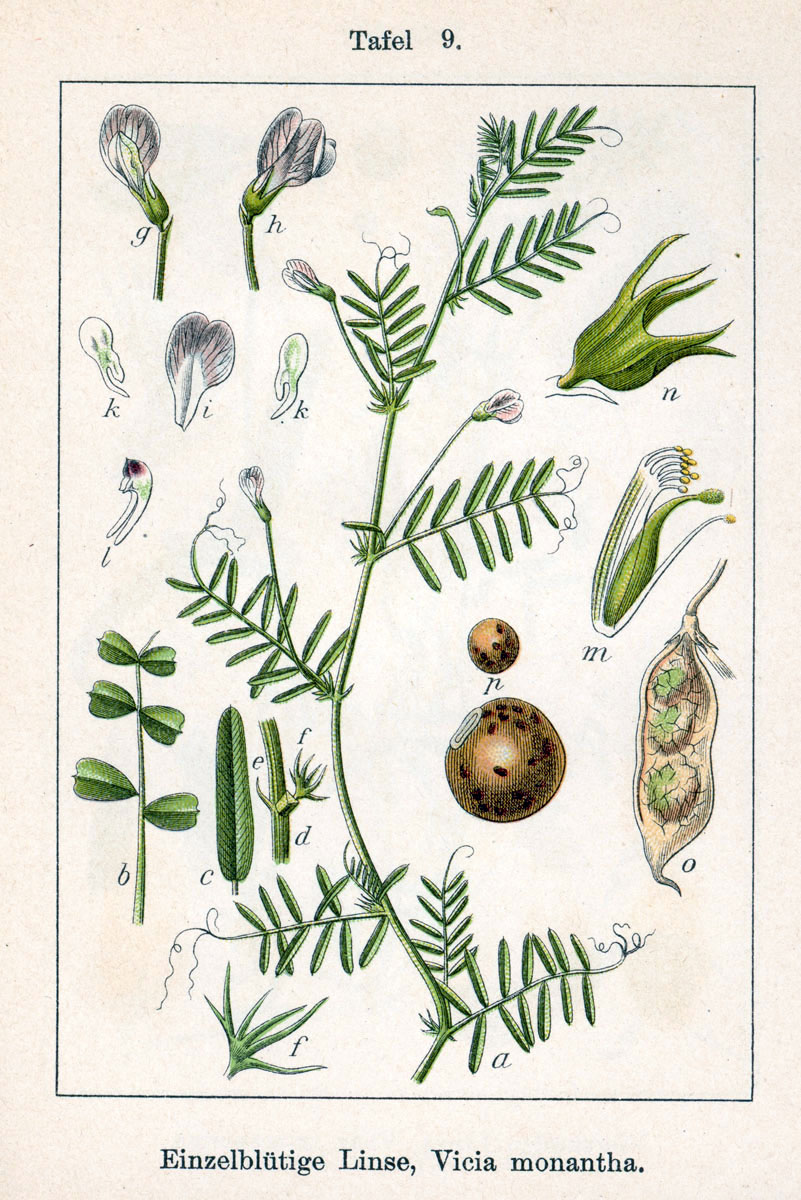
Vicia monantha

- Vicia mingyueshanensis Z.Y.Xiao & X.C.Li
- Vicia minutiflora D.Dietr.
- Vicia modesta Phil.
- Vicia mollis Boiss.
- Vicia monantha Retz.
- Vicia monardii Boiss. & Reut.
- Vicia montbretii Fisch. & C.A.Mey.
- Vicia montenegrina Rohlena
- Vicia montevidensis Vogel
- Vicia mucronata Clos
- Vicia mulleriana B.L.Turner
- Vicia multicaulis Ledeb.
- Vicia multijuga (Boiss.) Rech.f.
- Vicia murbeckii Maire

## N

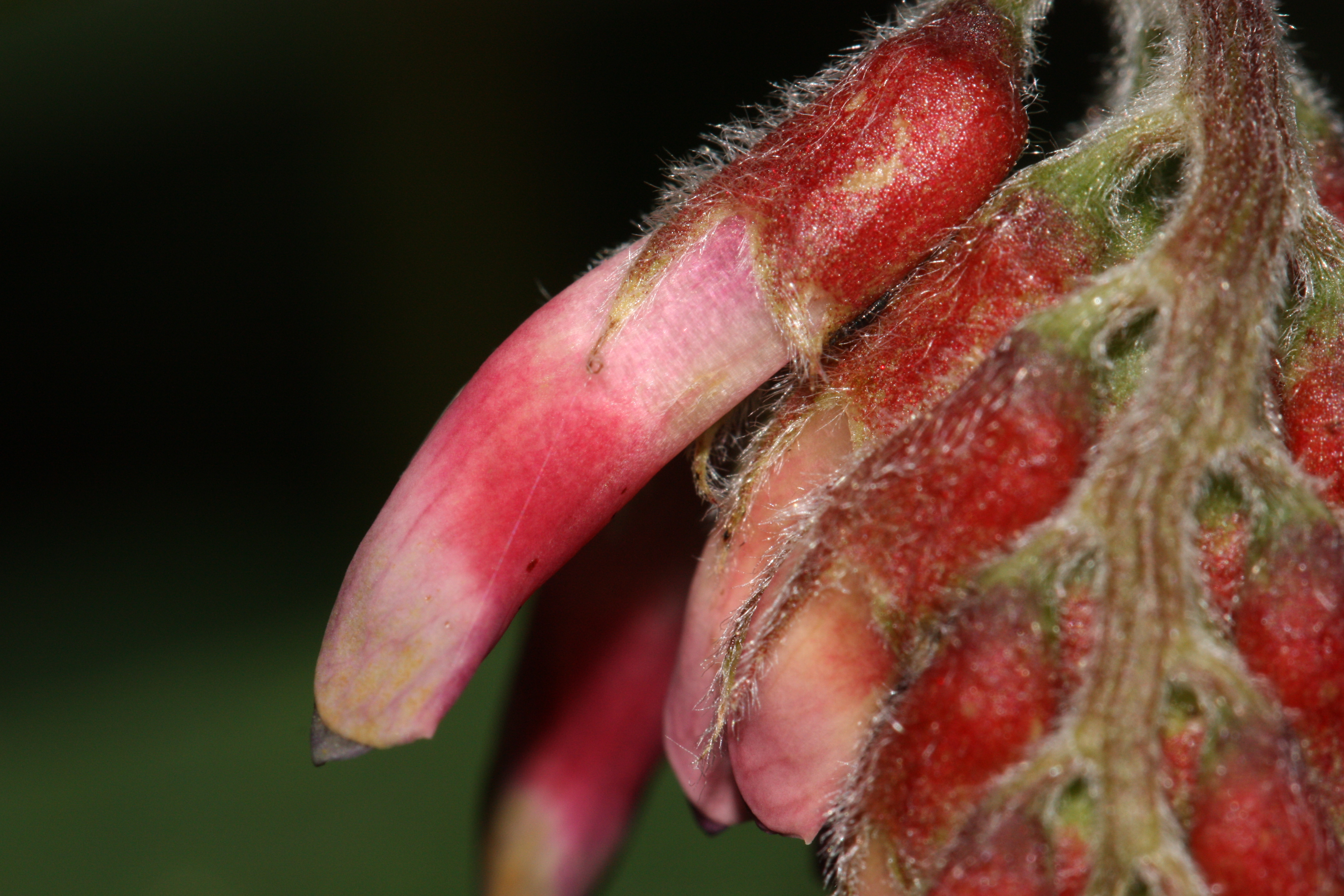
Vicia nigricans

- Vicia nana Vogel
- Vicia narbonensis L.
- Vicia nigricans Hook. & Arn.
- Vicia nipponia Matsum.
- Vicia nipponica Matsum.
- Vicia noeana Boiss.
- Vicia nummularia Hand.-Mazz.

## O
- Vicia ocalensis R.K.Godfrey & Kral
- Vicia ochroleuca Ten.
- Vicia ohwiana Hosok.

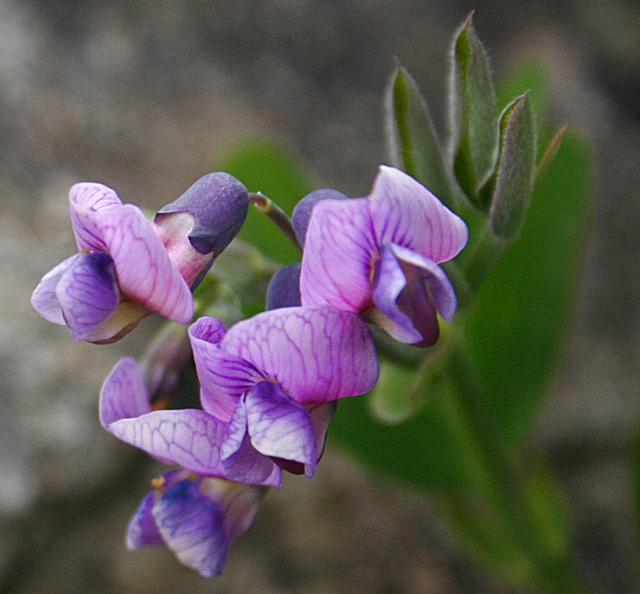
Vicia orobus

- Vicia olchonensis (Peschkova) O.D.Nikif.
- Vicia onobrychioides L.
- Vicia orientalis (Boiss.) Bég. & Diratz.
- Vicia oroboides Wulfen
- Vicia orobus DC.

## P
- Vicia palaestina Boiss.
- Vicia pallida Hook. & Arn.
- Vicia pampicola Burkart
- Vicia pannonica Crantz
- Vicia parviflora Cav.
- Vicia parvula Ziel.
- Vicia paucifolia Baker
- Vicia pectinata Lowe
- Vicia peregrina L.
- Vicia perelegans K.T.Fu
- Vicia peruviana Vigo
- Vicia pinetorum Boiss. & Spruner
- Vicia pisiformis L.
- Vicia platensis Speg.
- Vicia popovii O.D.Nikif.

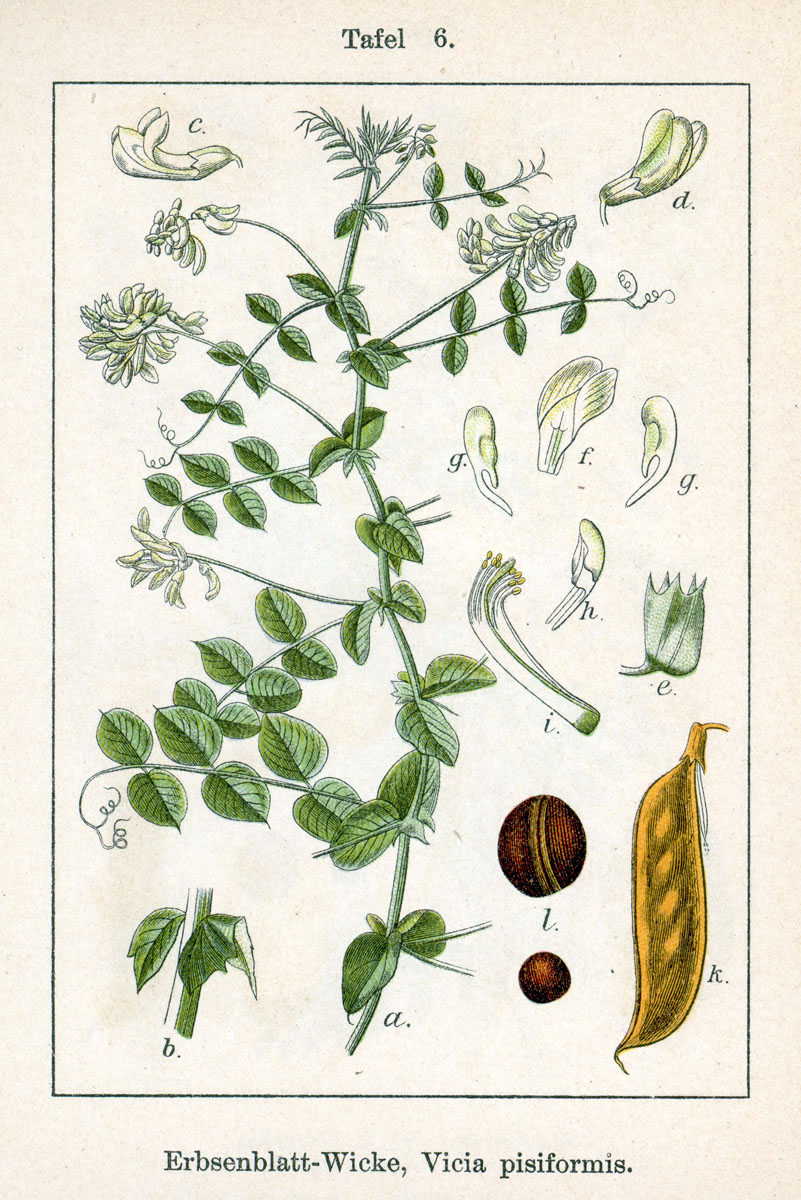
Vicia pisiformis

- Vicia pseudo-orobus Fisch. & C.A.Mey.
- Vicia pseudocassubica Rech.f.
- Vicia pubescens (DC.) Link
- Vicia pulchella Kunth
- Vicia pyrenaica Pourr.

## Q
- Vicia qatmensis Gomb.
- Vicia quadrijuga P.H.Davis

## R
- Vicia ramosissima Franch.
- Vicia ramuliflora (Maxim.) Ohwi
- Vicia raynaudii Coulot & Dobignard
- Vicia rigidula Royle

## S
- Vicia sabinarum J.Gil
- Vicia sativa L. - veccia dolce
- Vicia scandens R.P.Murray
- Vicia semenovii (Regel & Herder) B.Fedtsch.
- Vicia semiglabra Boiss.
- Vicia sepium L.
- Vicia sericocarpa Fenzl
- Vicia serratifolia Jacq.
- Vicia sessei G.Don
- Vicia sessiliflora Clos
- Vicia setifolia Kunth
- Vicia sibthorpii Boiss.
- Vicia sicula (Raf.) Guss.
- Vicia sinaica Boulos

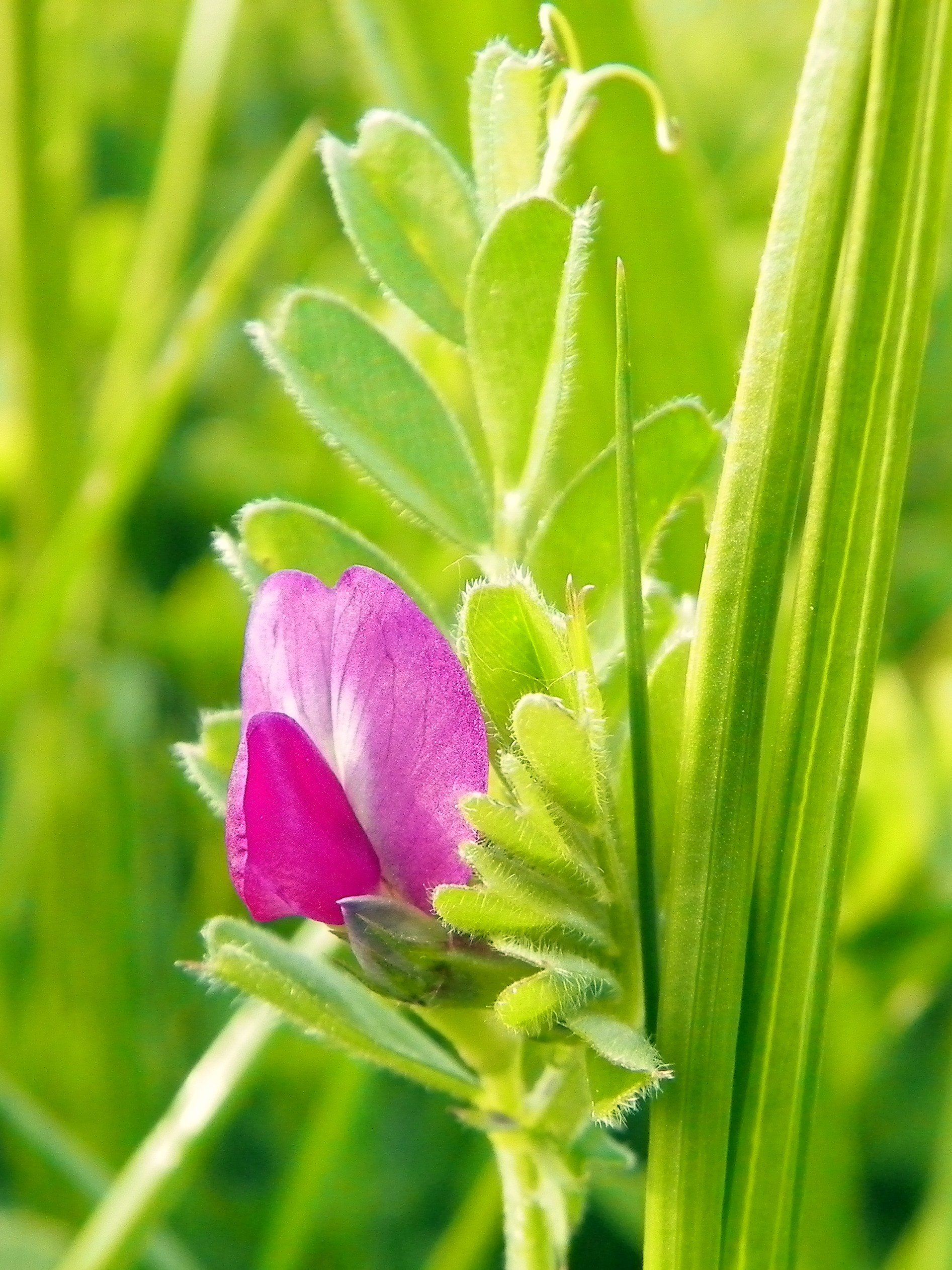
Vicia sativa

- Vicia singarensis Boiss. & Hausskn.
- Vicia sosnowskyi Ekvtim.
- Vicia sparsiflora Ten.
- Vicia splendens P.H.Davis
- Vicia stenophylla Vogel
- Vicia subrotunda (Maxim.) Czefr.
- Vicia subserrata Phil.
- Vicia subvillosa (Ledeb.) Boiss.
- Vicia sylvatica L.

## T
- Vicia taipaica K.T.Fu
- Vicia tenera Benth.
- Vicia tenoi Marrero Rodr.
- Vicia tenuifolia Roth

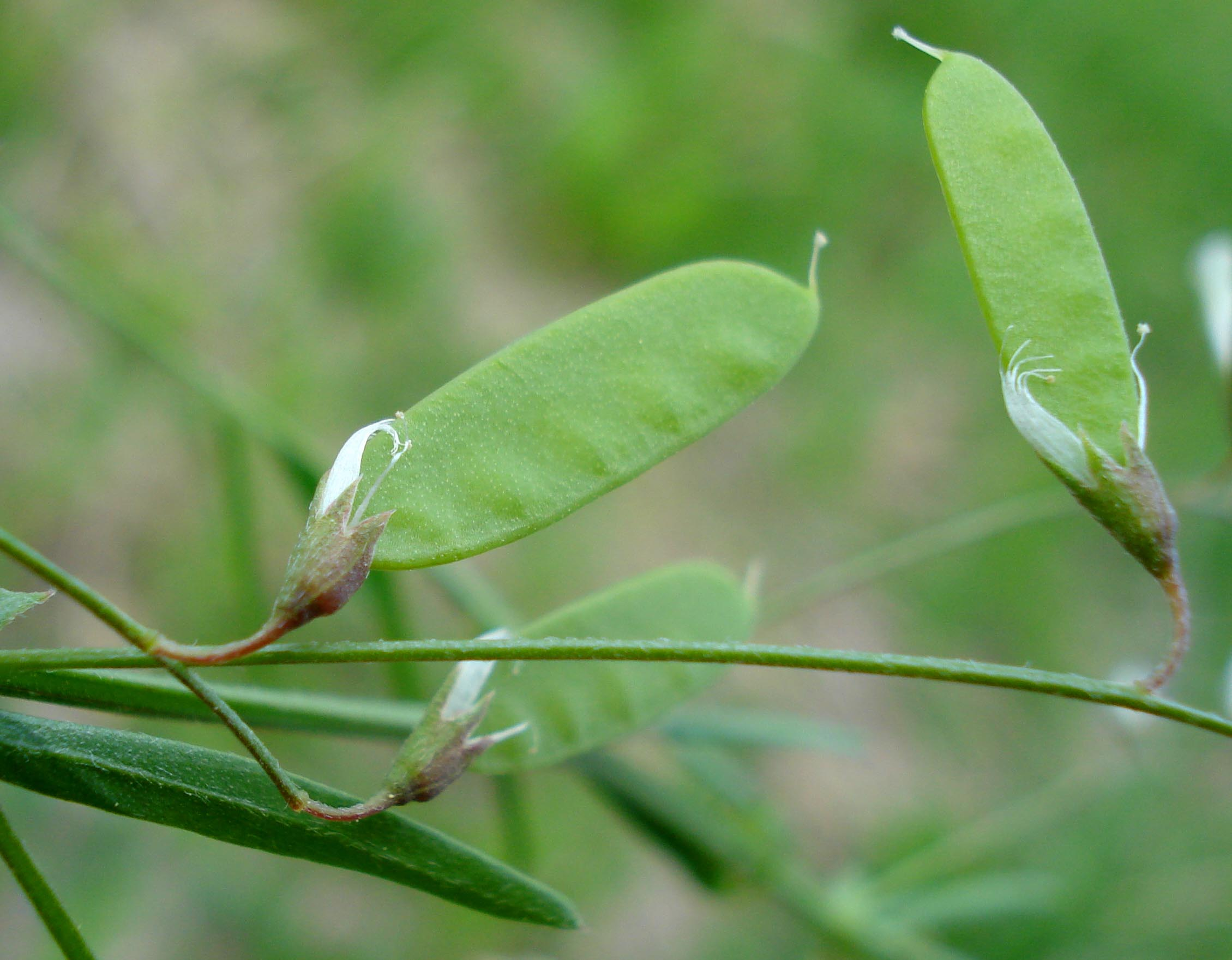
Vicia tetrasperma

- Vicia tenuissima (M.Bieb.) Schinz & Thell.
- Vicia tephrosioides Vogel
- Vicia ternata Z.D.Xia
- Vicia tetrantha H.W.Kung
- Vicia tetrasperma (L.) Schreb.
- Vicia tibetica C.E.C.Fisch.
- Vicia tigridis Mouterde
- Vicia × tikeliana Starm.
- Vicia tsydenii Malyschev

## U
- Vicia unijuga A.Br.

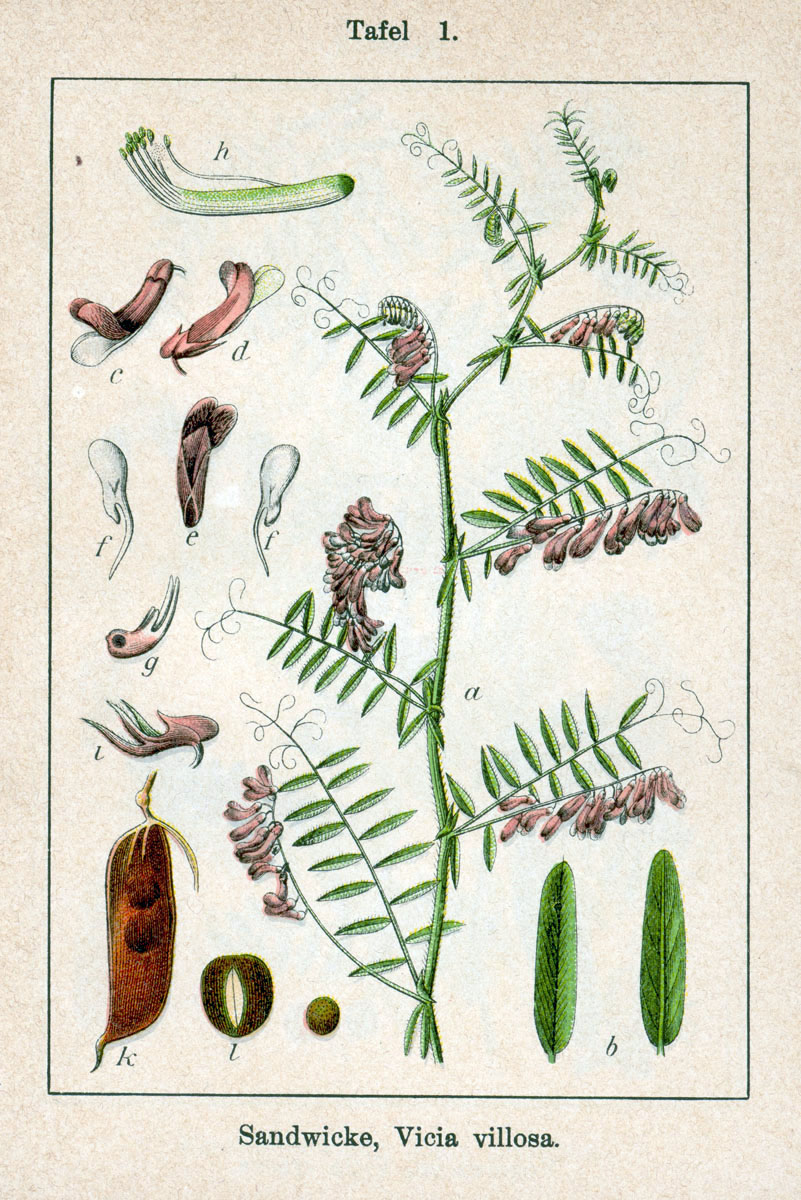
Vicia villosa

- Vicia uralensis Knjaz., Kulikov & E.G.Philippov

## V
- Vicia variegata Willd.
- Vicia venosa (Link) Maxim.
- Vicia venulosa Boiss. & Hohen.
- Vicia vicina Clos
- Vicia vicioides (Desf.) Cout.
- Vicia villosa Roth - veccia pelosa
- Vicia voggenreiteriana J.Gil, R.Mesa & M.L.Gil
- Vicia vulcanorum J.Gil & M.L.Gil

## W
- Vicia woroschilovii N.S.Pavlova
- Vicia wushanica Z.D.Xia

## Z
- Vicia × zabelii Asch. & Graebn.